# Asyndetus syntormoides
Asyndetus syntormoides är en tvåvingeart som beskrevs av Wheeler 1899. Asyndetus syntormoides ingår i släktet Asyndetus och familjen styltflugor. Inga underarter finns listade i Catalogue of Life.